# Белгородский областной комитет КПСС
Белгородский областной комитет КПСС — региональный орган партийного управления в РСФСР в 1954—1991 годах.
Белгородская область образована 6 января 1954 года как Белгородская область из частей Воронежской и Курской областей. Центр — Белгород.

## Первые секретари обкома
- Крахмалёв, Михаил Константинович январь 1954 — 14 декабря 1960 года
- Коваленко, Александр Власович 14 декабря 1960 — 8 января 1963 года
- Попов, Константин Степанович 8 января 1963 — 15 декабря 1964 (промышленного)
- Васильев, Николай Фёдорович 15 декабря 1964 — 22 февраля 1971 года
- Трунов, Михаил Петрович 22 февраля 1971 — 9 февраля 1983 года
- Пономарёв, Алексей Филиппович 9 февраля 1983 — август 1991 года